# Leichtmotorrad
Als Leichtmotorrad im juristischen Sinn gilt in Österreich ein Motorrad oder ein Motorradgespann (Motorrad mit Beiwagen) mit einer Motorleistung von nicht mehr als 35 kW und einem Verhältnis von Leistung zu Leergewicht von nicht mehr als 0,2 kW/kg. (a)

## Erfordernisse zur Fahrerlaubnis
In Österreich dürfen Leichtmotorräder ab vollendetem 18. Lebensjahr mit einem Führerschein der Klasse A2 gelenkt werden.

## Weitere Bedeutung in Österreich
Umgangssprachlich wird die Bezeichnung (analog zum Leichtkraftrad in Deutschland) häufig speziell für Motorräder verwendet, die maximal 125 cm³ Hubraum, eine maximale Leistung von 11 kW und ein maximales Verhältnis von Leistung zu Leergewicht von 0,1 kW/kg aufweisen. Motorräder dieses Typs dürfen seit 2013 ab vollendetem 16. Lebensjahr mit dem Führerschein der Klasse A1 oder dem der Klasse B mit Zusatzcode 111 gelenkt werden.